# Coffee and Cigarettes (film 1986)
Coffee and Cigarettes è un cortometraggio del 1986 diretto da Jim Jarmusch, con la sceneggiatura di Roberto Benigni.
Sono seguiti Coffee and Cigarettes II del 1989 e Coffee and Cigarettes III del 1993.
Tutti e tre i corti sono poi stati montati nel film Coffee and Cigarettes del 2003, composto da 11 cortometraggi.

## Trama
Coffee and Cigarettes è il primo di una serie di cortometraggi del regista, questo che vede come protagonisti Steven Wright e Roberto Benigni, mostra i due che intraprendono una conversazione surreale bevendo caffè e fumando sigarette.